# Bedre æg
Bedre æg er en dansk dokumentarfilm fra 1955 instrueret af Carl Otto Petersen efter eget manuskript.

## Handling
Filmen fortæller om æggets opbygning og om, hvordan et 1. kl. æg skal være. Man følger i filmen æggene på deres vej fra producent til pakkeri.